# Shahi paneer

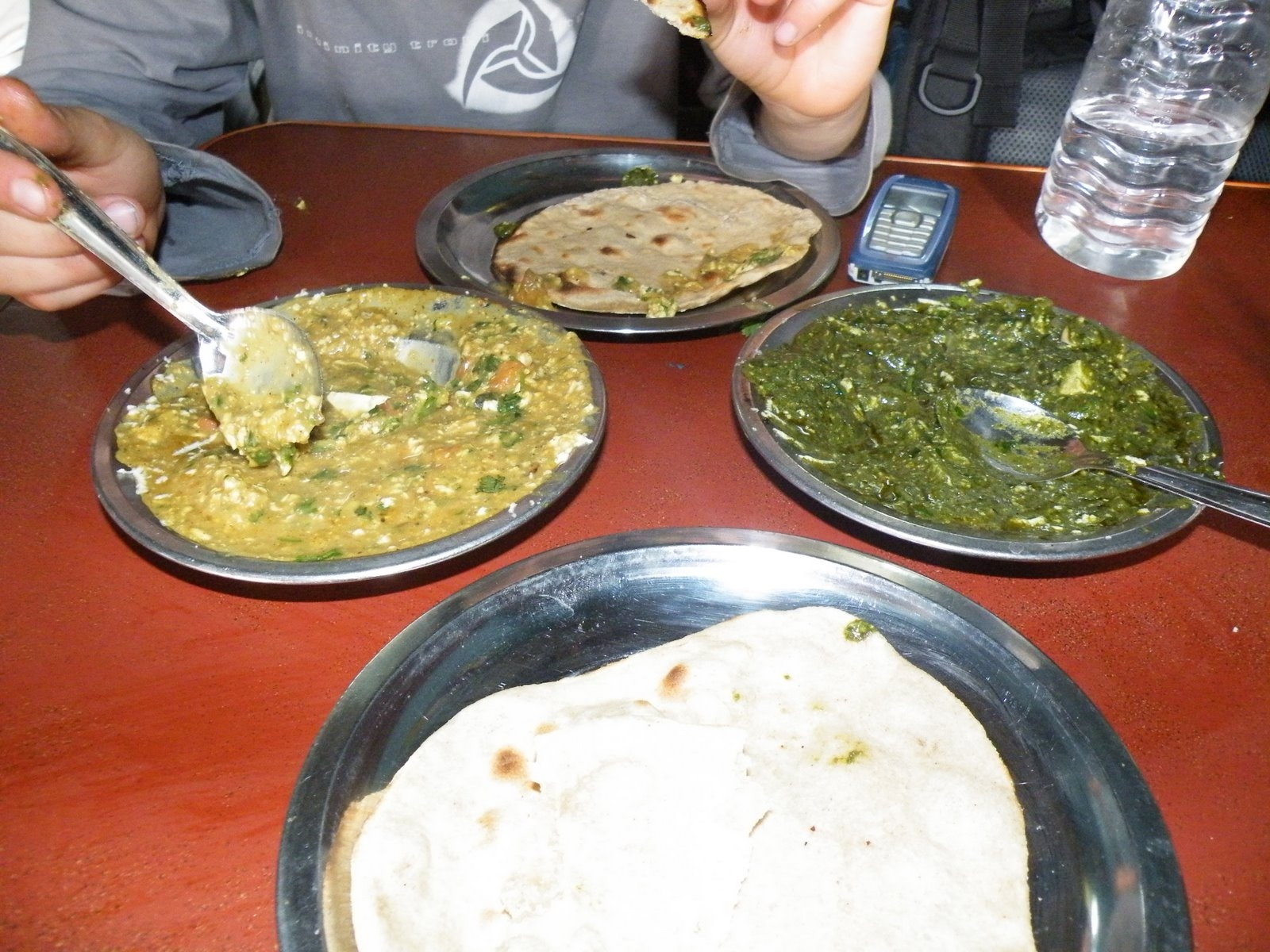
Shahi paneer (izquierda) con palak paneer (derecha).

Shahi paneer (Devanagari शाही पनीर) es una preparación de paneer en una salsa espesa a base de crema, tomates y especias. Es un platillo destacado de la gastronomía de la India (principalmente en el norte de India).
Se lo acompaña por lo general con roti, chapati u otros tipos de panes de la India. Paneer es la palabra India para el queso fresco, y shahi es el término indo-persa que denota real (en referencia a la corte Mughal).
Algunos platillos que incluyen paneer son paneer butter masala y palak paneer. 